# マルハニチロ畜産
マルハニチロ畜産株式会社（マルハニチロちくさん、英: Nichiro Chikusan Co.,Ltd.）は、北海道札幌市西区に本社を置く食肉加工品メーカーである。マルハニチロの完全子会社。

## 概要
北海道札幌市を代表するハム・ソーセージ製造メーカーの一つ。搾乳の役目を終えた乳牛（ホルスタイン種）の食肉への加工・卸も行う。
札幌工場敷地内に直売店「さっぽろ西町ハム工房」を開設し、自社製品の販売を行なっている。

## 沿革
- 1975年6月19日 - 日魯漁業株式会社（後のニチロ）から畜産事業を譲受する形でニチロ畜産株式会社として会社設立[1][5]。
- 2007年10月1日 - ニチロがマルハグループ本社と経営統合し、マルハニチロホールディングスの傘下となる[1][6]。
- 2008年4月1日 - マルハニチロホールディングスの事業子会社再編に伴い畜産事業会社として設立された株式会社マルハニチロ畜産の完全子会社となる[3][6]。
- 2010年10月 - 札幌工場の敷地内に直売店「さっぽろ西町ハム工房」を設置[3]。
- 2014年4月1日 - 経営統合の一環としてマルハニチロホールディングスの子会社が合併したことにより、マルハニチロの完全子会社となる[1][7]。
- 2022年4月1日 - マルハニチロ畜産株式会社に社名変更[8][9]。なお、社章はそのままだが、社名の字体が変更された。また、株式会社マルハニチロホールディングス傘下だった株式会社マルハニチロ畜産を含めると、前株（株式会社○○）と後株（○○株式会社）の違いはあるが、2代目マルハニチロ畜産になる。

## 主な製品
- ハム
- ソーセージ
- ベーコン
- 味付け肉（味付けジンギスカンなど）
- ハンバーグ（レトルト食品）
- サイコロステーキ（成型肉）
- 冷凍食品

## 事業所
- 本社・札幌工場 - 北海道札幌市西区西町北18丁目1番1号[1]
- 十勝工場 - 北海道河西郡芽室町東芽室北1線9番1号[1]
- 名寄工場 - 北海道名寄市日進105番地[1]